# 조제프 보댕 드 부아모르티에

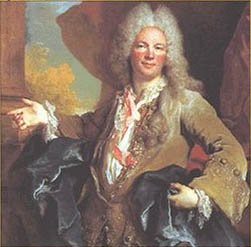

조제프 보댕 드 부아모르티에(프랑스어: Joseph Bodin de Boismortier, 1689년 12월 23일 프랑스 티옹빌 ~ 1755년 10월 28일 루아시앙브리)는 프랑스의 작곡가이다.
칸타타와 발레 오페라를 비롯한 기악곡과 성악곡을 많이 남겼다. 1724년 파리에서 첫 작품을 선보인 뒤 1747년까지 성악과 기악을 다양하게 결합시켜 100곡 이상 발표했다. 그의 음악 중 특히 성악곡은 매우 인기가 있어서 따로 후원자에게 도움을 받지 않아도 될 만큼 부자가 되었다. 그는 프랑스 작곡가로는 최초로 '콘체르토'라는 이탈리아 용어를 사용했으며, 1729년 프랑스에서는 최초로 기악 독주 협주곡인 첼로·비올(바이올린의 전신인 중세의 현악기)·바순을 위한 협주곡을 작곡하기도 했다. 하지만 대부분의 작품은 플루트를 위한 곡이었으며, 플루트 교본을 쓰기도 했으나 지금은 남아 있지 않다.